# Leucochrysa virginiae
Leucochrysa virginiae är en insektsart som beskrevs av Penny 1998. Leucochrysa virginiae ingår i släktet Leucochrysa och familjen guldögonsländor. Inga underarter finns listade i Catalogue of Life.